# 山東美穂
山東 美穂（さんとう みほ、1970年12月26日 - ）はKRY山口放送の元女性アナウンサー。
山口県周南市（旧・徳山市）出身。同志社大学卒業。1993年山口放送に入社。2003年結婚により寿退社。

## 過去の主な担当番組
テレビ
- 情報一番!カツ躍ワイド
- 熱血テレビ

ラジオ
- 朝は採れ生パパラジオ
- 青空ラジオ somethingはいつも○（快晴）
- SUNDAY KISS
- 今日もいきいきはつらつ人生

## 参考資料
- NHKウィークリー・ステラ（NHKサービスセンター）1998年6月5日号、1999年6月4日号、2000年10月13日号、2001年11月16日号
- ラジオ新番組速報版（現在の「ラジオ番組表」、三才ブックス）1996年春号特別付録「局アナ&DJ〜全428人の素顔〜」